# Cratere Thiel
Thiel è un cratere lunare di 35,67 km situato nella parte nord-orientale della faccia nascosta della Luna.